# 片岡聖子
片岡 聖子（かたおか せいこ、 1964年6月1日 - ）は、日本のタレント・女優。
神奈川県鎌倉市出身。玉川学園女子短期大学卒業。フジテレビの深夜番組『オールナイトフジ』内で井上明子と「おあずけシスターズ」を結成した。 『東京カンカン娘‘84』でレコードデビュー。

## 出演

### テレビドラマ
- 京都かるがも病院（1986年）- 中川葉子 役
- ああわが家（1989年、TBS）
- 春日局（1989年、NHK）
- 尼さん探偵事件帖5 日光川治温泉殺人事件（1994年、朝日放送）
- 浅見光彦シリーズ2 横浜殺人事件（1996年、フジテレビ）
- 和服デザイナー探偵2 京都鬼子母神伝説殺人事件（1997年、TBS）
- 女子刑務所東三号棟 私が出逢った史上最悪の女（1998年、TBS）
- 不倫調査員・片山由美2 京都〜鳥取 ワイン心中の謎!（2001年、テレビ東京）- 弥生 役
- ケータイ刑事 銭形愛（2002年、BS-i）
- 警視庁心理捜査官・明日香4（2014年、TBS）- 中川 役